# Norden
Norden egy község Németországban, Alsó-Szászország tartományban, az Aurichi járásban. A város az Északi-tenger partján található legnagyobb kelet-frízföldi parti fürdőhely. Lakosainak száma 25 210 fő (2023. december 31.).

## Fekvése
Emdentől északra, az Északi-tenger mellett fekvő település.

## Történelme

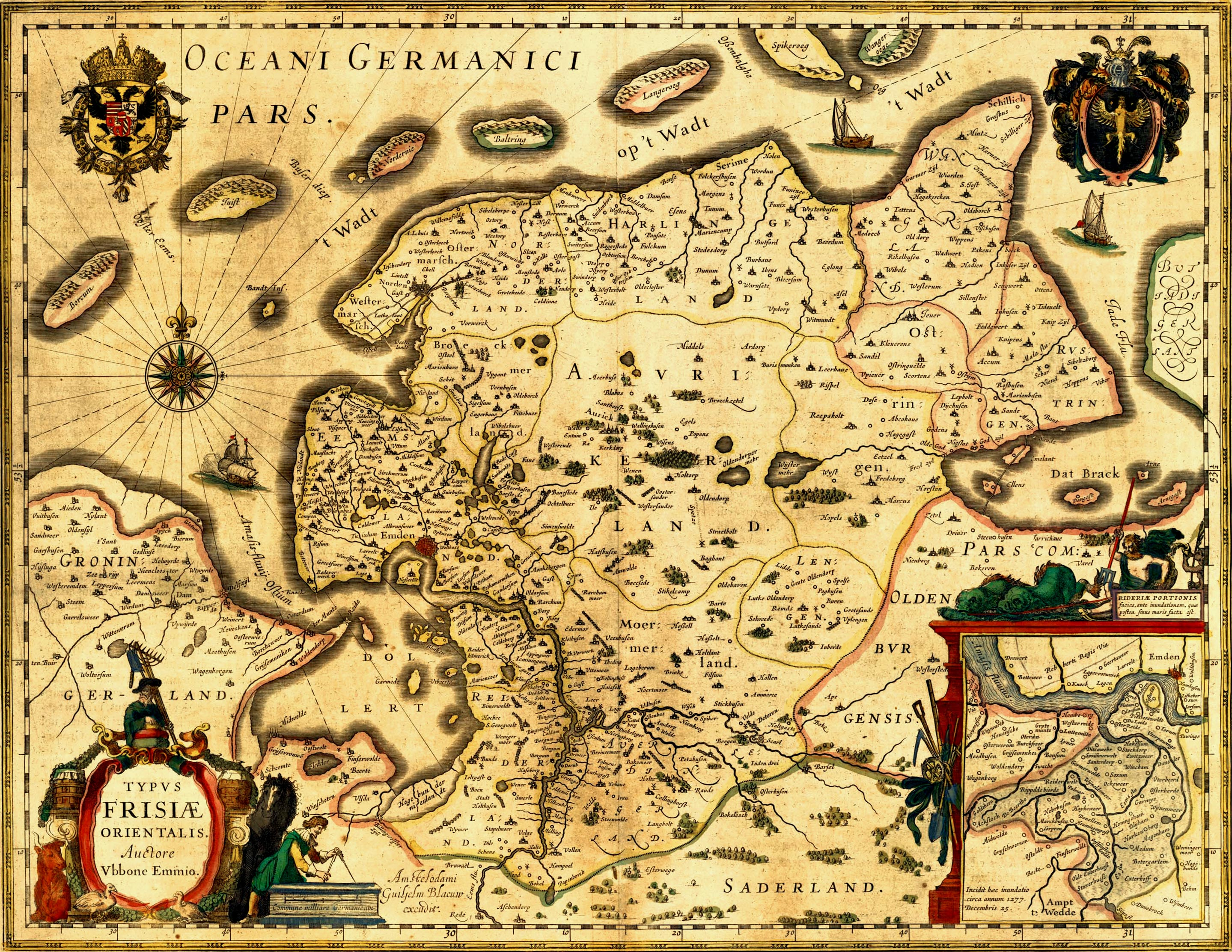
Norden és környéke egy régi, az 1600-as évekből való térképen

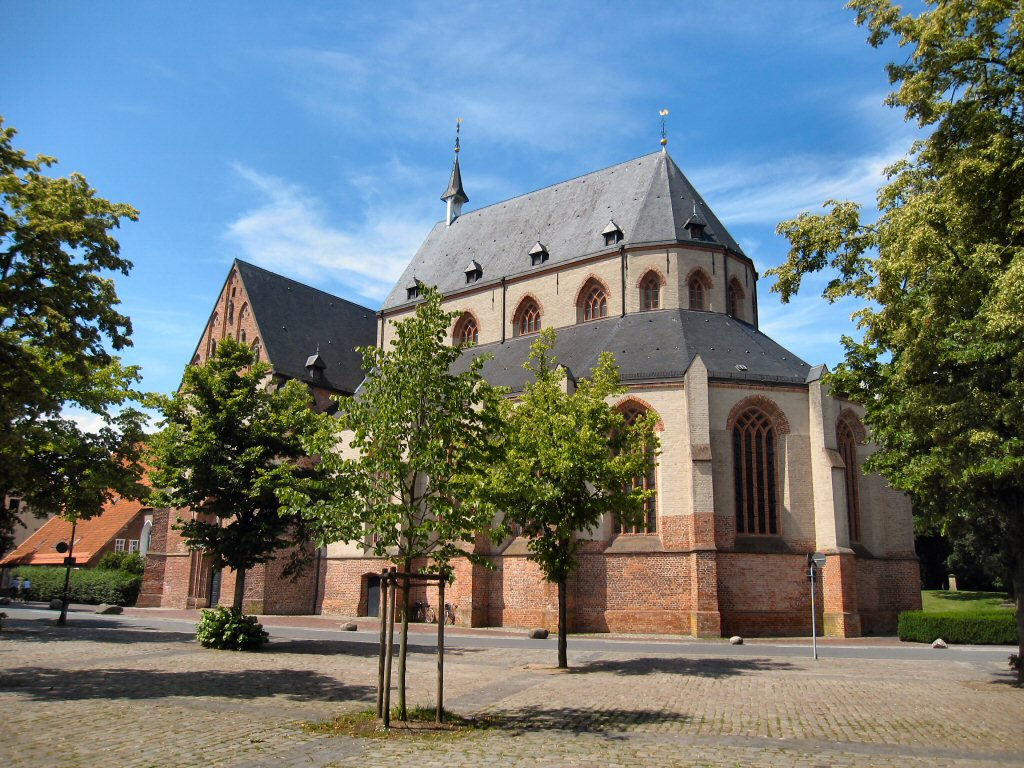
Ludger-templom (Ludgerikirche)

Norden a 12. században; a Bremenbe vivő kereskedelmi és hadiút mentén keletkezett.
A 14. századra – előnyös fekvésének köszönhetően – kikötővárossá épült ki és rendszeres hajójáratok közlekedtek innen Hamburgba, Amszterdamba, Danzigba és Rigába. A víziutak azonban egy idő után elsekélyesedtek, a tenger töltötte fel őket homokkal, minek következtében a hajózás megszűnt, és a város 1840 után a hajózás szempontjából már nem játszott többé szerepet, bár 1929-ig még fennmaradt a tengerrel való közvetlen kapcsolata is.
A 17. században a város ismert volt sörgyártásáról, de a 18. században a sörgyártás helyét már a teakereskedelem foglalta el. A városban máig sok teakereskedés működik.
Norddeich repülőteréről több járat is indul a Keleti-Fríz-szigetekre, kikötőjéből pedig komp közlekedik Norderney szigetére.

## Népessége
| Lakosok száma | 24 873 | 25 117 | 25 195 | 25 056 | 25 060 | 24 855 | 25 179 | 25 210 |
|               | 2014   | 2015   | 2016   | 2018   | 2019   | 2021   | 2022   | 2023   |

## Látnivalók
- Ludger-templom (Ludgerkirche) - a környék legnagyobb és legjelentősebb temploma. A templomnak külön harangtornya van, mely a templomhajóval együtt a 13. században, szentélye pedig 1445-1481 között épült fel. A templom merész vonalú orgonája is említésre méltó.
- Városháza (Rathaus) - a 16. század közepén épült.
- Schöningh-ház (Haus Schöningh) - az épület a reneszánsz polgári építkezés egyik példája.
- Mennoniták temploma (Mennonitenkirche) - az épület a németalföldi építkezést tükrözi.

## Testvértelepülések
- Pasewalk (Németország)
- Bradford on Avon (Egyesült Királyság)

## Híres emberek
- Hermann Conring (* 1606 † 1681-Helmstedt) - polihisztor, orvos
- Ubbo Emmius - teológus, történész, pedagógus és a Groningeni Egyetem alapítója rektora, született 1547-ben a szomszédos Greetsielben. Meghalt 1625-ben Groningenben.